# Inteligent w armii
Inteligent w armii (ang. Renaissance Man) – amerykański film komediowy z 1994 roku.

## Treść
Pracownik biura reklamy, Billy Rago, niespodziewanie traci pracę. Po długim poszukiwaniu, znajduje wreszcie posadę nauczyciela na obozie szkoleniowym US Army. Niestety, jego nowi uczniowie początkowo są niezbyt zainteresowani literaturą. Z czasem jednak nabierają szacunku do nauczyciela...

## Obsada
- Danny DeVito – Bill Rago
- Gregory Hines – Sierżant. Cass
- James Remar – Kpt. Murdoch
- Cliff Robertson – Płk. James
- Lillo Brancato – Donnie Benitez
- Stacey Dash – Szeregowa Miranda Myers
- Kadeem Hardison – Szeregowy Jamaal Montgomery
- Richard T. Jones – Szeregowy Jackson Leroy
- Khalil Kain – Szeregowy Roosevelt Hobbs
- Mark Wahlberg – Tommy Lee Haywood
- Alanna Ubach – Emily Rago
- Isabella Hofmann – Marie